# Yangapi
Yangapi is een bestuurslaag in het regentschap Bangli van de provincie Bali, Indonesië. Yangapi telt 7572 inwoners (volkstelling 2010).